# Gnophos subglacialis
Gnophos subglacialis är en fjärilsart som beskrevs av Jaan Viidalepp 1980. Gnophos subglacialis ingår i släktet Gnophos och familjen mätare. Inga underarter finns listade i Catalogue of Life.